# Ensemble stable
Ne pas confondre avec la notion de stable en théorie des graphes
Pour les articles homonymes, voir Stabilité.
En mathématiques, un ensemble est stable ou invariant par une application ou par diverses opérations si les images de ses éléments appartiennent toutes à ce même ensemble.
En analyse réelle, la notion d’intervalle stable par une fonction permet de définir par récurrence une suite dans cet intervalle.
De nombreuses structures ensemblistes, en particulier en algèbre ou en théorie de la mesure, sont définies par la stabilité de certains ensembles par des lois de composition interne ou par opérations ensemblistes. Cette stabilité caractérise souvent les sous-structures associées.
En algèbre linéaire, les espaces propres associés à un endomorphisme sont des sous-espaces stables.